# Cristina Scarlat
Cristina Scarlat (en ruso: Кристина Скарлат, n. Chisináu, Moldavia, 3 de marzo de 1981) es una cantante moldava. Scarlat representó a Moldavia en el Festival de Eurovisión 2014 en Copenhague, Dinamarca con el sencillo "Wild Soul".

## Biografía
Comenzó como profesora en una escuela de música, dando clases de violín y piano e integrando el departamento de coro. Inicialmente interpretaba música folclórica y romántica y más tarde pasó a otros estilos como el pop y el jazz. En 2001 ganó por primera vez un premio musical en el Festival "Crizantema la Argint", siendo en ese mismo año cuando terminó tercera en el Festival de Música romántica «Crizantema de Aur», celebrado en la ciudad de Târgoviște (Rumania). Posteriormente en otoño de 2011, ganó el tercer premio del Festival Bazaar en Vitebsk en Bielorrusia.
Durante estos años en 2006, se graduó en Artes, siendo especialista en música por la Academia de Música, Teatro y Bellas Artes de Chisináu.

## Eurovisión
En 2011 se presentó por primera vez a la selección nacional para representar a su país en Eurovisión, con la canción Cada día será su día, escrita por Lidia Scarlat (su sobrina) y compuesta por Ivan Aculov, obteniendo 2 puntos del jurado y otros 2 por voto telefónico lo que le llevó a terminar en el 11.º lugar.
Dos años más tarde, se volvió a presentar con la canción I Pray, creada por las mismas personas y consiguiendo 10 puntos del jurado y 7 telefónicos, quedando en 3.º puesto.
Actualmente se volvió a presentar a la selección nacional y finalmente logró ganarla, por lo que ha sido elegida para representar a Moldavia en el Festival de la Canción de Eurovisión 2014 que se celebró en Copenhague, Dinamarca. La canción que interpretó fue Wild Soul. No clasificó desde la primera semifinal y quedó última de los 16 participantes con 13 puntos; siendo también la segunda canción menos votada de las 37 participantes ese año, el peor resultado de Moldavia en su historia en el Festival.